# Martin Messner
Pour les articles homonymes, voir Messner.
Martin Messner, né le 9 janvier 2000 à Judenburg, est un coureur cycliste autrichien. Il évolue au sein de l'équipe WSA KTM Graz p/b Leomo.

## Biographie
Martin Messner participe à ses premières courses cyclistes en 2017. Dès l'année suivante, il devient champion d'Autriche de la montagne dans la catégorie juniors (moins de 19 ans),. Il représente également son pays lors des championnats du monde juniors d'Innsbruck. Après ses performances, il intègre l'équipe continentale WSA KTM Graz en 2020. Bon grimpeur, il s'illustre durant l'été 2021 en prenant la sixième place du Tour de l'Avenir. 
En mai 2022, il brille lors de la Carpathian Couriers Race en se classant deuxième du contre-la-montre final et neuvième du classement général. Il ne parvient toutefois pas à décrocher un contrat professionnel. Martin Messner poursuit alors une saison supplémentaire au niveau continental en 2023. Durant cette saison, il montre une nouvelle fois ses qualités de grimpeur en terminant deuxième du GP Gorenjska et troisième du Tour de Haute-Autriche. Il finit par ailleurs quatorzième et meilleur représentant de son pays sur le Tour d'Autriche, au milieu de plusieurs coureurs du World Tour. 

## Palmarès et résultats

### Palmarès par année
- 2018
  -  Champion d'Autriche de la montagne juniors
- 2022
  - 2e du championnat d'Autriche sur route espoirs
- 2023
  - Tour de Szeklerland : 
    - Classement général
    - 2e étape

  - 2e du GP Gorenjska
  - 3e du Tour de Haute-Autriche
- 2024
  - 3e du Grand Prix Vorarlberg

### Classements mondiaux
| Année                                 | 2021  | 2022  | 2023 | 2024  |
| ------------------------------------- | ----- | ----- | ---- | ----- |
| Classement mondial                    | 1042e | 2511e | 663e | 1414e |
| UCI Europe Tour                       | 774e  | 1535e | nc   | nc    |
|                                       |       |       |      |       |
| Légende : nc = non classéSource : UCI |       |       |      |       |